# Daniel Cohn-Bendit
Daniel Cohn-Bendit (Montauban, 4 de abril de 1945) es un político europeo de nacionalidad francesa y alemana. Se dio a conocer primero por su participación en Mayo del 68 y su tendencia anarquista, que luego cambió por la de ecologista reformista. Fue teniente de alcalde de Fráncfort del Meno y eurodiputado verde desde 1994 hasta 2014, y copresidente del grupo parlamentario Los Verdes/ALE desde 2004. Además de ello, Cohn-Bendit es copresidente del Grupo Spinelli, un Intergrupo del Parlamento Europeo cuyo objetivo consiste en relanzar el proyecto federalista en Europa.
Durante las elecciones de 2009 encabezó la lista de Europe Écologie en la circunscripción de Île de France, logrando un 20,86 % de los votos. A la postre, esta formación alcanzaría un 16,28 % a nivel nacional, alcanzando prácticamente al Partido Socialista Francés.

## Biografía

### Una juventud rebelde
Hermano de Gabriel Cohn-Bendit, nace en Francia en 1945 de padres alemanes de origen judío, que se habían refugiado del régimen nazi en 1933. Fue apátrida hasta la edad de 14 años, cuando tomó la nacionalidad alemana para no hacer su servicio militar. Se define a sí mismo, sin embargo, como «ciudadano europeo».
Fue miembro durante un breve periodo de tiempo de la Fédération Anarchiste, y del movimiento Negro y Rojo. 
Tras terminar el Abitur, en 1965 retorna a Francia donde se matricula en propedéutica para extranjeros en la Sorbona. Y en 1967 comienza sus estudios de sociología en la Universidad de Nanterre cuando explota el movimiento del 22 de marzo en 1968. Es inscrito entonces en la lista negra de los estudiantes de la Universidad. Y tras el desalojo realizado por la policía el 2 de mayo, forma parte del grupo de estudiantes que ocuparon la Sorbona al día siguiente. Se constituiría así, junto con Alain Geismar y Jacques Sauvageot, como uno de los líderes de Mayo del 68. El 21 de mayo, durante un viaje a Berlín, se le prohíbe la entrada en Francia. Vuelve, sin embargo, el 28 de mayo con los cabellos teñidos y gafas oscuras para una reunión en la Sorbona donde es aclamado. El eslogan «Todos somos judíos alemanes» simboliza el apoyo de los jóvenes a aquel que la prensa denomina «Dany el rojo». La prohibición se mantendría hasta 1978.
Con el final de los acontecimientos, se instala en Fráncfort del Meno y abandona su actividad pública. Allí funda el nuevo partido Lucha Revolucionaria y comparte piso con su amigo Joschka Fischer (quien sería ministro de exteriores alemán en 1998). Es sucesivamente educador en una guardería autogestionada y empleado en la librería Karl Marx. Progresivamente, abandona su perspectiva contestataria orientándose hacia una carrera política.
En 1975, publicó un libro de memorias titulado El Gran Bazar. En sus páginas reflexiona sobre el trabajo político, los deberes de un revolucionario y, también, sobre lo que se podía experimentar en un jardín de infancia alemán a comienzos de los años setenta.
Después de ser expulsado de Francia, Cohn-Bendit se instaló en Fráncfort, donde trabajó como monitor en una guardería alternativa vinculada a la universidad. Su experiencia en ese centro educativo, revelada en el libro, ha cobrado ahora una peligrosa actualidad para el político verde. Fue escrita con la meta poco disimulada de provocar a la 
conservadora sociedad germana en una época donde florecían las proclamas antisistema y los jóvenes exigían poner fin a todos los tabúes sexuales.
«Ocurrió varias veces que algunos niños me abrieran la bragueta. Reaccioné de diferentes maneras, según las circunstancias, pero el deseo de aquellos niños me planteaba un problema. Yo les preguntaba: ¿Por qué no jugáis juntos, por qué me elegís a mí y no a otros niños? Pero si insistían de todos modos, los acariciaba», escribió Cohn-Bendit en Bazar.  «Podía sentir perfectamente cómo las niñas de cinco años habían aprendido a excitarme.»
Luego de las publicaciones acusatorias aparecidas en los periódicos británicos The Observer y The Independent, en el italiano La Repubblica y en el alemán Bild en 2001, Daniel Cohn-Bendit expresa su remordimiento por haber escrito el libro Le Grand Bazar sabiendo lo que sabe hoy acerca del abuso sexual infantil.
En ese libro Daniel Cohn-Bendit defendía la liberación sexual de los niños y su capacidad de otorgar consentimiento para vivir su sexualidad libremente con los adultos. Daniel Cohn-Bendit se justifica diciendo que en la década de los 70 los revolucionarios estaban obsesionados con la represión en todas sus formas, incluida la represión sexual y que se creía que una educación antiautoritaria era permitir a un niño crecer sin tabúes sexuales. Dice que exageró al describir que tuvo situaciones sexuales con los niños del jardín de infantes donde trabajaba y que había sido una manera contestataria de luchar contra la moral burguesa, que lo había escrito por pura provocación.

### Carrera política y ecologista
A finales de los años 1970, se aproxima al movimiento verde alemán (Die Grünen) y anima a Joschka Fischer a presentarse a las elecciones de Hesse. En 1981, rompe con el anarquismo militando por la elección del cómico Coluche a la presidencia de la República Francesa. En 1986, oficializa su abandono de la perspectiva revolucionaria en su libro: Nous l'avons tant aimé, la Révolution (La revolución, y nosotros que la quisimos tanto). Más tarde y ya integrado en Die Grünen (1989), Cohn-Bendit sería elegido como concejal de la KAV  de Fráncfort del Meno (junto con el alcalde del SPD).

#### Eurodiputado
Daniel Cohn-Bendit es eurodiputado en el Parlamento Europeo desde las Elecciones al Parlamento Europeo de 1994.
En 2004 Daniel Cohn-Bendit es reelegido eurodiputado para representar a los verdes; es el portavoz del Partido Verde Europeo, partido político creado en febrero de ese año. Reelegido en 2009 es, además de ecologista, partidario del federalismo europeo.